# Lazdynų Pelėda
Lazdynų Pelėda (dosł. Sowa z leszczyniaka) – literacki pseudonim, pod którym pisały dwie siostry-pisarki: Zofia z Iwanowskich Przybylewska, lit. Sofija Ivanauskaitė-Pšibiliauskienė (ur. 16 września 1867 w Paragach, zm. 15 marca 1926 tamże) i Maria z Iwanowskich Łastowska, lit. Marija Ivanauskaitė–Lastauskienė (ur. 15 maja 1872 w Paragach, zm. 19 lipca 1957 w Kownie).